# Rammstein

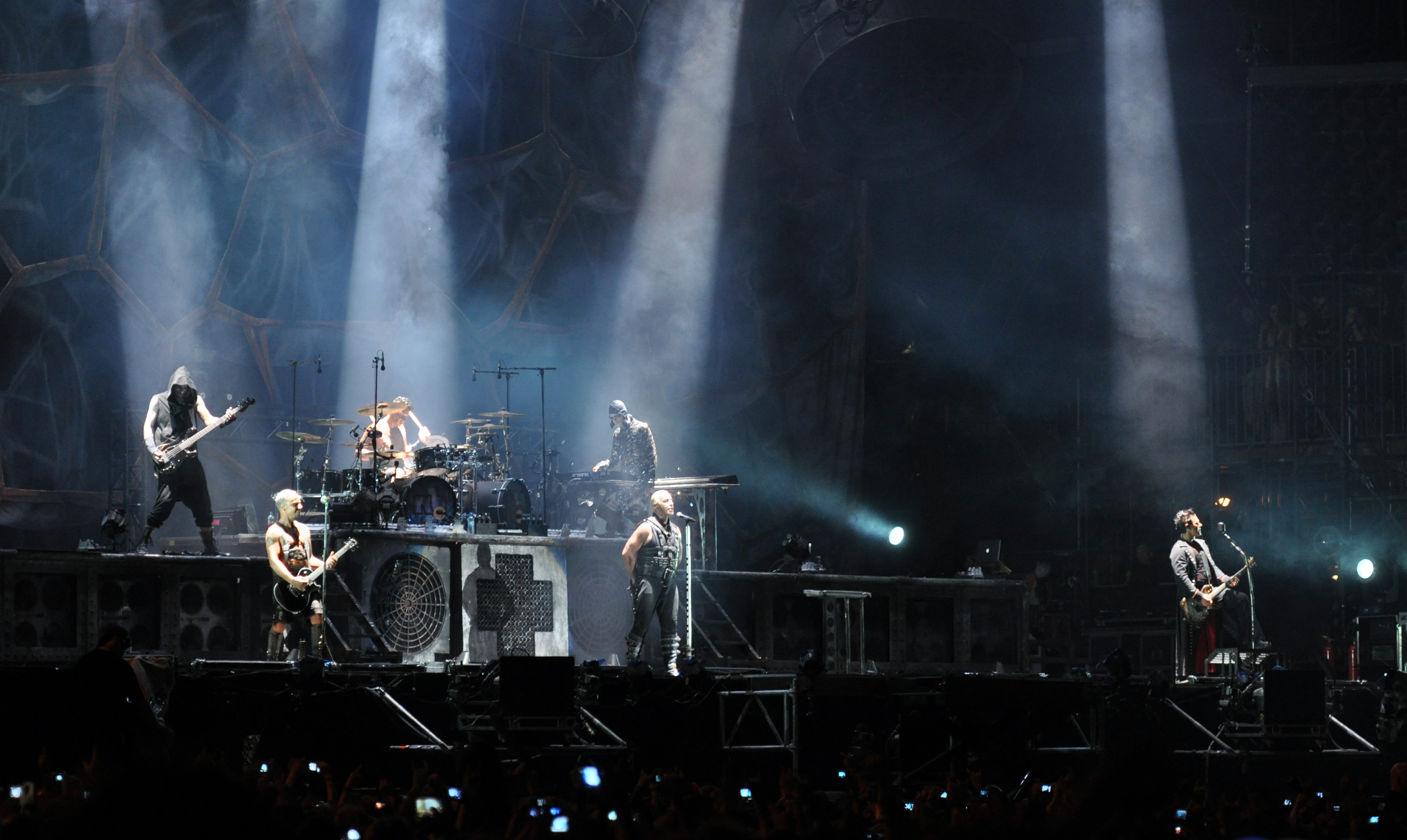
Rammstein på Wacken Open Air 2013.

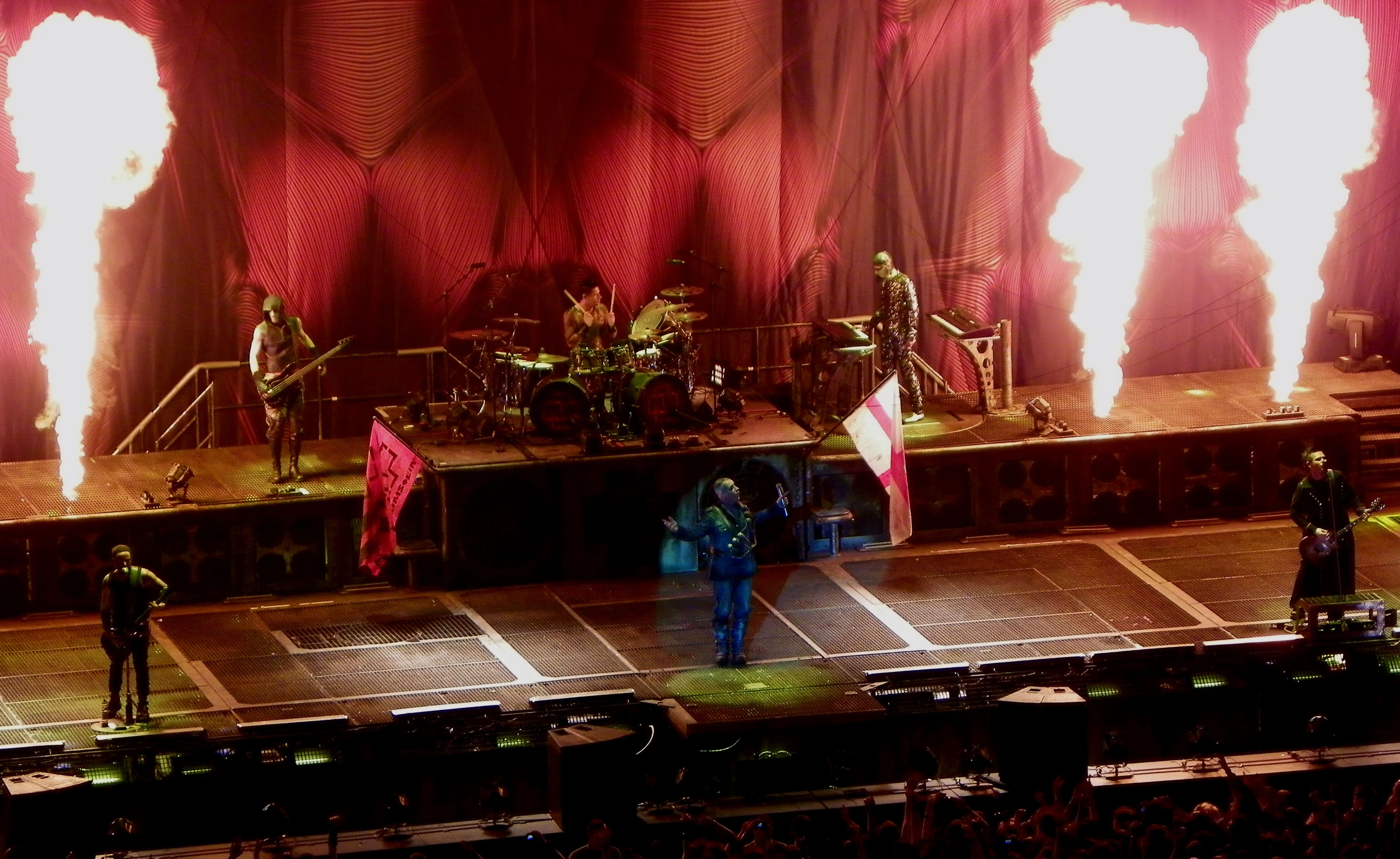
Rammstein under en konsert i O2-arenan, London, England den 24 februari 2012.

Rammstein (uttal: [ˈʁamʃtaɪn]) är ett tyskt industrimetalband som grundades 1994 i Berlin. Mer specifikt räknas bandet till musikstilen Neue Deutsche Härte. Gruppen är bland annat känd för sina eldsprutande och effektfyllda liveshower.
Namnet Rammstein syftar indirekt på den tyska staden Ramstein-Miesenbach där en flyguppvisningskatastrof utspelade sig 1988 på den NATO-kontrollerade flygbasen Ramstein Air Base. Det extra m:et i Rammstein medför att den direkta betydelsen blir "rammande sten", eller "murbräcka" i överförd betydelse.

## Historia
Rammstein bestod ursprungligen av fyra medlemmar, Richard Z. Kruspe, Till Lindemann, Christoph Schneider och Oliver Riedel. De deltog i en tävling för nya band och vann med sin demo. Priset var att få spela i en riktig studio. Snart tillkom även Paul H. Landers på elgitarr och Christian "Flake" Lorenz på klaviatur. 
Bandet bildades i januari 1994 och medlemmarna kom alla från olika band innan dess. Landers och Lorenz kom ifrån bandet Feeling B, Kruspe från bandet Orgasm Death Gimmick, Lindemann från bandet First Arsch, Riedel från bandet The Inchtabokatables och Schneider från bandet Die Firma.
1995 fick Rammstein ett skivkontrakt med Motor Music Records och släppte sin första singel Du riechst so gut och kort efter det albumet Herzeleid som producerades i Stockholm. Albumet blev en stor försäljningsframgång. Rammstein turnerade tillsammans med bandet Project Pitchfork och lite senare var de förband till Clawfinger. Eld blev ett tema i Rammsteins scenshow och detta var mycket populärt hos publiken. I början gjorde de specialeffekterna själva, men efter att en brinnande bjälke fallit ner på scen anlitade de proffs.
Rammstein är för närvarande Tysklands största musikexport, och alla deras album har uppnått guld- och platinastatus med totalt över tolv miljoner sålda inspelningar. En förklaring till Rammsteins popularitet är att gruppens musik även är influerad av syntmusiken och därför gör att både hårdrockare och synthare tilltalas av musiken. Syntbandet Depeche Mode har varit en inspiration för Rammstein; bland annat har de gjort en cover på låten "Stripped".
Gruppen har spelat flera gånger i Sverige, bland annat på Hultsfredsfestivalen 2002, Malmö Arena 2009, på festivalen Metaltown i Göteborg juni 2005 och 2010. Där skadade Lindemann sitt knä när Lorenz körde på honom med sitt Segway-fordon vilket gjorde att de fick ställa in sin Asien-turné samma år. På deras Made in Germany 1995–2011-turné spelade de i Globen i februari 2012. De spelade på Bråvalla festival i juni 2013 samt juni 2016. I augusti 2019 spelade de på Stockholms stadion. De hade två spelningar inplanerade på Ullevi Arena i Göteborg i månadsskiftet juli-augusti 2020 som först blev flyttade till juli 2021 och senare till juli 2022, på grund av Covid-19-pandemin. Under 3 konserter på Ullevi 28-30 juli 2022, sågs Rammstein av totalt 161702 åskådare.

## Stil

### Musikstil
Rammsteins musik spänner över flera undergenrer av rockmusik, men klassificeras oftast som en variant av industrial metal eller heavy metal, mer specifikt som Neue Deutsche Härte. Vissa låtar, som "Feuer frei!", är influerade av punk och hårdrock. Andra låtar, särskilt från de två första albumen, har mer gemensamt med synthmusik, till exempel "Du riechst so gut". Ett mindre antal låtar är närmast att klassificera som pop.

### Textstil
Rammsteins texter är övervägande på tyska. Enligt Oliver Riedel passar tyska bra för heavy metal-musik: "Franska må vara kärlekens språk, men tyska är ilskans språk". Det finns dock några Rammsteinlåtar som inte är på tyska. Låten "Te quiero puta!" är helt på spanska. I "Moskau" är refrängen och sticket till största delen på ryska, men på konserter sjunger bandet ofta en tysk text i sticket. Flera rader på engelska är infogade i "Amerika" och "Pussy", och i duetten "Stirb nicht vor mir (Don't Die Before I Do)" sjunger Sharleen Spiteri sina verser på engelska. Bandet har även spelat in engelska versioner av "Engel", "Du hast" och "Amerika", samt gjort covers på Depeche Modes "Stripped" och Ramones "Pet Sematary", med originaltexter på engelska.
Bandets texter är ofta utmärkande med en mörk men subtil humor, och berör teman som är mer eller mindre tabu eller i alla fall ovanliga inom modern musik, som i "Mann gegen Mann", i vilken homosexuellas situation tas upp: "Ich bin der Alptraum aller Väter" ("Jag är alla fäders mardröm"), eller "Tier", som hårt och dömande beskriver hur en far våldtar sin dotter, och hur hon förstörs inombords: "Was bist du? Doch nur ein Tier" ("Vad är du? Blott ett djur"). I låten "Zwitter" gestaltar sångaren en narcissistisk hermafrodit och sjunger om hur han kan älska med sig själv. Andra kännetecken för texterna är en viss brutalitet, till exempel "Stein um Stein", som handlar om hur sångaren begraver sin älskade levande, och "Spring", där en folkmassa samlas kring en man som är i färd att begå självmord genom att hoppa från en bro. Han ångrar sig, men folkmassan försöker förmå honom att fullfölja självmordet. Låten slutar med att sångaren sparkar mannen i ryggen så att han faller från bron.
Trots rykten om en nazistisk/rasistisk, fascistisk/högerextrem ideologi har Rammstein ett uttalat icke-politiskt syfte med sina texter. Bandet dementerade ryktena med låten "Links 2-3-4"; links betyder vänster, vilket är där bandet enligt texten har hjärtat, men låten är ironiskt uppbyggd runt militära teman som marschtakt.
Rammstein använder sig ofta av ett målande bildspråk, som i "Feuer und Wasser", där sångaren beskriver sin kärlek till en kvinna som utan framtid och hopp med orden: "Feuer und Wasser kommt nicht zusammen. Kann man nicht binden, sind nicht verwandt" ("Eld och vatten kommer inte samman. Kan man ej binda, är inte av samma sort"). I flera låtar spelar bandet medvetet på tvetydigheter i ordval och meningsstruktur. Mest känd är "Du hast", som med textraderna "Du. Du hast. Du hast mich. Du hast mich gefragt" spelar på att du hast (du har) och du hasst (du hatar) är homofoner, vilket gör att meningen helt byts när textraden är komplett.
Rammstein gav i maj 1999 ut boken Liederbuch med text och tabulatur till 14 av bandets låtar.

#### Kopplingar till våldsamheter
Det har förekommit spekulationer om att låten "Weisses Fleisch" ifrån albumet Herzeleid skulle ha inspirerat gärningsmännen till Columbinemassakern. Detta ska ha grundats på att både Eric Harris och Dylan Klebold var Rammstein-fans och att låten öppnar med frasen "Du auf dem Schulhof, ich zum Töten bereit" (ungefärligt översatt till "Du på skolgården, jag är redo att döda"). Bandet svarade på anklagelserna med följande meningar:
| ”           | Medlemmarna i Rammstein uttrycker sina kondoleanser och sin sympati för alla dem som har blivit påverkade av de tragiska händelserna som ägde rum nyligen i Denver. De vill också göra det klart att inget innehåll i deras låttexter eller deras politiska ståndpunkter kan ha influerat till ett sådant beteende. Utöver detta vill bandet meddela att de själva har barn som de jämt och ständigt strävar efter att lära hälsosamma och icke-våldsamma värden till. | „ |
| – Rammstein | |   |

Utöver detta har det sagts att gisslantagarna under gisslandramat i Beslan lyssnade på Rammstein-låtar för att hålla sig alerta. Pekka-Eric Auvinen, mannen som låg bakom massakern på Jokela skola, sägs ha lyssnat på Rammstein men det har även nämnts att hans musiksmak inte påverkade hans beslut på något sätt. Anton Lundin Pettersson, mannen bakom skolattacken i Trollhättan, lyssnade på Rammstein men liksom med Auvinen är kopplingen mellan hans våldsdåd och hans musiksmak oklar. Theodor Engström, den misstänkte mannen bakom mordet på Ing-Marie Wieselgren, delade Rammsteins musikvideo för "Deutschland" på Twitter några veckor före mordet. Liksom med Auvinen och Lundin-Pettersson är kopplingen mellan hans våldsdåd och musiksmak oklar.

#### Inspiration och kopplingar till andra verk
I enstaka fall har Rammstein inspirerats av litterära klassiker:
- "Du riechst so gut" (från albumet Herzeleid) är inspirerad av Patrick Süskinds bok "Parfymen - berättelsen om en mördare".[14]
- "Dalai Lama" (från albumet Reise, Reise) är en variant av Johann Wolfgang von Goethes dikt Erlkönig.[15]
- "Hilf mir" (från albumet Rosenrot) är inspirerad av Heinrich Hoffmanns novell Die gar traurige Geschichte mit dem Feuerzeug från Pelle Snusk.[16]
- "Rosenrot" (från albumet Rosenrot) är inspirerad av Johann Wolfgang von Goethes dikt Heideröslein och bröderna Grimms saga Snövit och Rosenröd.[17]
- Refrängen till låten "Haifisch" (från albumet Liebe ist für alle da) är en omarbetad version av Die Moritat von Mackie Messer (engelska: Mack the Knife) av Kurt Weill och Bertolt Brecht från Tolvskillingsoperan.[18]

### Framträdande i musikvideor och på scen
Rammsteins scenframträdanden kännetecknas av mycket pyroteknik och show. I deras tidiga karriär hällde de ofta fotogen på scenen och tände på, men till följd av de skador och olyckor som följde började bandet snart att anlita professionella pyrotekniker. I deras repertoar ingår i dag bland annat eldkastare, såväl lösa som fastsatta på ansiktsmasker och instrument, och en dildo med vilken Lindemann simulerar samlag med Christian "Flake" Lorenz i anslutning till låten "Bück dich".
Till Lindemann har framfört låtar med en brinnade kappa om axlarna, främst under låten "Rammstein", vilket kan ses på live-DVD:n Live aus Berlin från 1998. Under samma föreställning beger sig Flake ut i publikhavet i en gummibåt, och Lindemann kan ses piskande sig själv under framförandet av låten "Bestrafe mich" ("Bestraffa mig"). Lindemann är numera även utbildad pyrotekniker. Gummibåten används fortfarande under deras turnéer men numera är det Oliver Riedel som sitter i den. Under bandets "Reise, Reise"-turné (november 2004–juli 2005) uppträdde Rammstein för över 1 miljon människor i 21 olika länder världen över.

## Filmmusik
Rammsteins musik har använts som filmmusik, först i Lost Highway med låtarna "Rammstein" och "Heirate mich", sedan även i filmer som Lilja 4-ever, xXx, The Matrix, How.High, FearDotCom, Big Nothing , Resident Evil och Hellboy II: The Golden Army.

## Medlemmar
- Till Lindemann – sång
- Richard Z. Kruspe – sologitarr
- Paul H. Landers – kompgitarr
- Oliver Riedel – elbas
- Christoph "Doom" Schneider – trummor
- Christian "Flake" Lorenz – klaviatur

## Diskografi
Huvudartikel: Rammsteins diskografi
- 1995: Herzeleid
- 1997: Sehnsucht
- 2001: Mutter
- 2004: Reise, Reise
- 2005: Rosenrot
- 2009: Liebe ist für alle da
- 2011: Made in Germany 1995–2011
- 2019: Rammstein
- 2022: Zeit